# Hot Rats
Hot Rats je druhé sólové studiové album amerického rockového kytaristy a zpěváka Franka Zappy, který si album sám produkoval. Album poprvé vyšlo 10. října 1969. Na LP i CD verzi je stejný počet skladeb, ale liší se jejich délky. Ve skladbě „Willie the Pimp“ zpívá Captain Beefheart.

## Seznam skladeb
Všechny skladby napsal Frank Zappa.

### LP
| Strana 1 | Strana 1               | Strana 1 |
| Pořadí   | Název                  | Délka    |
| -------- | ---------------------- | -------- |
| 1.       | Peaches en Regalia     | 3:38     |
| 2.       | Willie the Pimp        | 9:25     |
| 3.       | Son of Mr. Green Genes | 8:58     |

| Strana 2 | Strana 2             | Strana 2 |
| Pořadí   | Název                | Délka    |
| -------- | -------------------- | -------- |
| 1.       | Little Umbrellas     | 3:09     |
| 2.       | The Gumbo Variations | 12:55    |
| 3.       | It Must Be a Camel   | 5:15     |

### CD
| Pořadí | Název                  | Délka |
| ------ | ---------------------- | ----- |
| 1.     | Peaches en Regalia     | 3:37  |
| 2.     | Willie the Pimp        | 9:16  |
| 3.     | Son of Mr. Green Genes | 8:58  |
| 4.     | Little Umbrellas       | 3:04  |
| 5.     | The Gumbo Variations   | 16:55 |
| 6.     | It Must Be a Camel     | 5:15  |

## Sestava
- Frank Zappa – kytara, perkuse
- Ian Underwood – klarinet, flétna, varhany, saxofon, piáno
- Max Bennett – baskytara
- Captain Beefheart – zpěv
- John Guerin – bicí
- Don "Sugarcane" Harris – housle
- Paul Humphrey – bicí
- Shuggie Otis – baskytara
- Jean-Luc Ponty – housle
- Ron Selico – bicí
- Lowell George – kytara (neuveden)

## Zvukoví mistři
- Dick Kunc (Whitney Studios)
- Jack Hunt a Clif Goldstein (T.T.G.)
- Brian Ingoldsby (Sunset Sound)